# ميرفين بينيت
ميرفين بينيت (بالإنجليزية: Mervyn Bennett)‏ (20 فبراير 1960 بكارديف في المملكة المتحدة - 1999) هو ملاكم بريطاني، صنّف ضمن فئة وزن الخفيف.

## إحصائيات
خاض خلال مسيرته 23 نزالا، فاز في 13 ولم يتعادل وخسر في 10. فاز بالضربة القاضية في 5 نزالات.

## روابط خارجية
- ميرفين بينيت على موقع بوكس ريك (الإنجليزية) (registration required)